# Pure Shores
Pure Shores är en drömpoplåt av All Saints, komponerad av William Orbit, Shaznay Lewis och Susannah Melvoin. Låten var tema till långfilmen The Beach med Leonardo DiCaprio. Den utgavs som singel i februari 2000 och togs senare även med på gruppens studioalbum Saints & Sinners. Låten gick direkt in på förstaplatsen på brittiska singellistan och blev en hit i stora delar av Europa. I USA däremot nådde den inte placering på Billboardlistan.
Kompositionen tilldelades Ivor Novello Awards i kategorin "PRS Most Performed Work".

## Listplaceringar
| Lista (2000)   | Position               |
| -------------- | ---------------------- |
| Australien     | 4                      |
| Danmark        | 8 ("Tjeklisten")       |
| Finland        | 5                      |
| Frankrike      | 6                      |
| Irland         | 1                      |
| Island         | 6                      |
| Italien        | 1                      |
| Kanada         | 35 (RPM)               |
| Nederländerna  | 10                     |
| Norge          | 5 (VG-lista)           |
| Nya Zeeland    | 2                      |
| Schweiz        | 6                      |
| Spanien        | 12                     |
| Storbritannien | 1 (UK Albums Chart)    |
| Sverige        | 10 (Sverigetopplistan) |
| Tyskland       | 14                     |
| Österrike      | 11                     |